# Аширов Чари
Аширов Чари — (10 грудня 1910, село Кеші — 2003, Ашгабат) — туркменський поет і перекладач. Член КПРС з 1944.
Народився в селянській сім'ї. Навчався в Інституті наукової педагогіки. Редактор сатиричного журналу «Токмак». Почав друкуватися 1928 року. Автор ліричних віршів і поем «Кривавий опір», «Розлука» (1939), «В тилу ворога» (1941), «Помилка молодого мельника» (1957) та інших. Під час Другої світової війни у званні гвардії старшого лейтенанта командував стрілецькою ротою. У співавторстві з Д. Зотовим написав повість «Дорогу здолає той, хто йде» (1939). У поемі «Кінець кривавого вододілу» (1948) описав соціальні суперечності в туркменському побуті. У романі «Слідопит» (1970) описав життя радянських прикордонників. З 1940-х років Аширов перекладав туркменською мовою твори російських і українських класиків.
Переклав понад 40 творів Тараса Шевченка. Серед них: «Катерина», «Перебендя», «Тополя», «Утоплена», «Гайдамаки», «Русалка», «Вітре буйний, вітре буйний!», що ввійшли до туркменських видань творів Шевченка «Кобзар» (Ашхабад, 1939), «Вірші і поеми» (Ашхабад, 1961) та інші.
Аширов — автор статті «У Київ, до друзів» (1961), в якій аналізує творчість Тараса Шевченка.

## Нагороди
- Орден Трудового Червоного Прапора
- Народний письменник Туркменістану (1970)
- Орден Жовтневої Революції (1990)[2][3]